# Alamblak jezik
Alamblak jezik (ISO 639-3: amp),  jedan od dva alamblak jezika šire skupine sepik hill, kojim govori 1 530 ljudi (2000 census) u provinciji East Sepik, distrikt Angoram, Papua Nova Gvineja. Govori se u devet sela na rijekama Karawari i Wagupmeri. Blizu jezera Kuvanmas nalaze se četiri sela u kojima se govori dijalekt Kuvenmas. Dijalekt karawari ne smije se brkati s jezikom karawari [tzx].
Pismo: latinica.
Po starijoj klasifikaciji pripadao je porodici sepik-ramu, od koje su sepički jezici odvojeni kao posebna porodica.

## Glasovi
25: ph th kh b d g tS dZ P x s S m n n_ j w i i_ u "e "@ "o rT aAlamblak

## Vanjske poveznice
- Ethnologue (14th)
- Ethnologue (15th)